# Бекишев, Анатолий Тимофеевич
Анатолий Тимофеевич Бекишев — Генеральный директор — генеральный конструктор ОАО "Научно-производственное предприятие «Салют», Почётный судостроитель (2004)

## Биография
Бекишев Анатолий Тимофеевич свою трудовую деятельность начал в ЦНИИ «Агат» в 1980 году после окончания Московского энергетического института.
За время работы на предприятии проявил себя способным организатором в области разработки и создания элементов к конструкции для цифровых вычислительных машин и автоматизированных систем управления на базе микроэлектроники и гибридно-пленочной технологии. Он является одним из первых специалистов, принявших участие в создании конструктивно-технологической разработки и изготовлении плат и модулей с многоуровневой коммутацией на базе гибридно-пленочной технологии, которые нашли применение при разработке электронно-вычислительных машин (научно-исследовательская разработка «Ануш»). С 2010 года занимал должность Генерального директора — генерального конструктора ОАО "Научно-производственное предприятие «Салют».
На протяжении многих лет он был главным конструктором и научным руководителем заказов «Пластина», «Задел», «Матрица» и других, которые проводились с целью миниатюризации, повышения надежности и технологичности вычислительной техники специального назначения. Разработанные конструктивно-технологические подходы были использованы при изготовлении ряда вычислительных машин: «Лада-2», «Лада-3», «Лада-6», которые внедрены в системах управления на подводных и надводных кораблях Военно-Морского Флота. Им был разработан комплексный подход миниатюризации создания радиоэлектронной аппаратуры.
В своей повседневной работе он уделял большое внимание техническому переоснащению цехов опытного производства, а также регулировочных стендов основных заказов предприятия: «Округ», «Омнибус», «Булава» и др.
Экспериментальные и регулировочные работы, выполняемые на стендах, позволяют проводить отладку и доработку блоков, приборов и систем специального морского приборостроения до параметров, требуемых заказчиком.
Осуществлял научное руководство научно-исследовательскими и опытно-конструкторскими разработками, которые проводят подразделения предприятия. Особое внимание он уделял новым перспективным разработкам, направленным на улучшение качественных характеристик автоматизированных систем управления для кораблей Военно-Морского Флота.
Большое внимание уделял подготовке научных кадров, был членом научно-технического совета предприятия.
Бекишев Анатолий Тимофеевич имел более 60 научных трудов и изобретений, многие из которых внедрены в производство на заводах судостроительной промышленности.

## Образование
Высшее, в 1980 году окончил МЭИ, инженер-электромеханик
Ученая степень — доктор технических наук
Ученое звание — профессор по специальности применение вычислительной техники математического моделирования, и математических методов в научных исследованиях.

## Награды
- Медаль «300 лет Российскому флоту» − 1996 г.
- Медаль «В память 850-летия Москвы»1997 г.
- Медаль ордена «За заслуги перед отечеством» II степени − 2003 г.
- Звание «Почётный судостроитель» − 2004 г.
- Почётная грамота Министерства промышленности и торговли РФ — 2012 г.